# Çakıroğlu Hasan Ağa Konağı
Das Çakıroğlu Hasan Ağa Konağı ist ein in der Mitte des 19. Jahrhunderts erbautes Herrenhaus im Landkreis Of in der türkischen Provinz Trabzon.

## Beschreibung
Das Herrenhaus hat eine quadratische Grundfläche und hat zwei Etagen. Die erste Etage besteht aus Bruchstein und die Wände der zweiten Etage bestehen aus mit Stein gefüllten Holzfachwerken. Die Wände des Kaminbereichs bestehen ebenso aus Stein. Das Dach des Gebäudes ist mit Welldachziegeln bedeckt. Die Traufen des Dachs sind breit und es befindet sich unter ihnen ein einfaches geometrisches Muster. An jeder Fassade befindet sich jeweils eine Holztür, nur an der Westseite befinden sich zwei Türen. Die Innenräume des Herrenhauses sind aus Holz.